# Megachile henrici
Megachile henrici är en biart som beskrevs av Cockerell 1907. Megachile henrici ingår i släktet tapetserarbin, och familjen buksamlarbin. Inga underarter finns listade i Catalogue of Life.